# 眼斑線鰭鮃
眼斑線鰭鮃（学名：Taeniopsetta ocellata），又名扁魚、皇帝魚、半邊魚、比目魚，为輻鰭魚綱鰈形目鰈亞目鮃科線鰭鮃屬下的一个种，分布於印度西太平洋海域，棲息深度150-278公尺，體長可達11.4公分，棲息在底層水域，生活習性不明。

## 扩展阅读
- 維基物種上的相關：眼斑線鰭鮃